# Іїяма (Наґано)

36°51′6″ пн. ш. 138°21′56″ сх. д. / 36.85167° пн. ш. 138.36556° сх. д.
Іїя́ма (яп. 飯山市, いいやまし, МФА: [iːjama ɕi̥]) — місто в Японії, в префектурі Наґано.

## Короткі відомості
Розташоване в північно-східній частині префектури, на березі річки Тікума. Виникло на основі призамкового містечка самурайського роду Хонда. В ранньому новому часі було постоялим містечком на Соляному шляху. Отримало статус міста 1954 року. Основою економіки є сільське господарство, харчова промисловість, виробництво електротоварів, туризм. Традиційні ремесла — виготовлення буддистських вівтарів, японського паперу. В місті розташовані численні гірськолижні курорти, гарячі джерела. Станом на 1 квітня 2009 площа міста становила 202,32 км². Станом на 1 липня 2011 населення міста становило 23 203 осіб.